# Scales Mound, Illinois
Scales Mound là một làng thuộc quận Jo Daviess, tiểu bang Illinois, Hoa Kỳ. Năm 2010, dân số của làng này là 376 người.

## Dân số
Dân số qua các năm:
- Năm 2000: 401 người.
- Năm 2010: 376 người.